# Sex Drive
Sex Drive (en español: El deseo sexual) (conocida como: Rápido y Fogoso en Hispanoamérica) es una película de 2008 dirigida por Sean Anders y protagonizada por Josh Zuckerman, Amanda Crew, Clark Duke, James Marsden y Seth Green, entre otros. Se estrenó el 17 de octubre de 2008 en EE. UU. y el 31 de julio de 2009 en España.

## Sinopsis
Ian (Josh Zuckerman) es un chico de 18 años muy patoso, bonachón, enamorado de su mejor amiga y virgen. Cuando conoce a una chica por internet "Sabrosa" ("Ms. Tasty"), la cual le da a entender que quiere sexo con él, Ian decide poner rumbo a casa de la susodicha. Pero, para llegar hasta allí, necesitará un coche. ¿Y cual mejor que el de su hermano Rex (James Marsden)? Aprovechando que su padre, su nueva prometida y sus dos hermanos pasan el fin de semana fuera, Ian va en busca de la chica de internet. 
Pero su mejor amigo, Lance (Clark Duke) y su mejor amiga, Felicia (Amanda Crew), que siente algo por él y que piensa que van a ver a la abuela de 
Ian, decidirán acompañarle. Por el camino se encontrarán con todo tipo de situaciones surrealistas, como cuando Ezequiel (Seth Green), un chico menonita decide ayudarles con el arreglo del coche y les muestra una fiesta amish muy, muy especial.

## Reparto
- Josh Zuckerman como Ian Lafferty.
- Amanda Crew es Felicia Alpine.
- Clark Duke es Lance Johnson.
- James Marsden es Rex Lafferty.
- Seth Green es Ezequiel.
- Michael Cudlitz es Rick.
- Dave Sheridan es Bobby Jo.
- Alice Greczyn es Mary.
- Kathryn Newton es Skyler Johnson.
- Katrina Bowden es Ms. Tasty "Sabrosa".
- Charlie "Charles" McDermott es Andy.
- Mark L. Young es Randy.